# Évmilliók emlékei (televíziós sorozat)
Az Évmilliók emlékei 1986-tól 1990-ig készült, színes, 9 részes magyar ismeretterjesztő filmsorozat, ami 1990-ben futott először a Magyar Televízió műsorán. A sorozatban Magyarország földtörténetét ismerhetjük meg. Rendezője: Sors Tamás, írója és szerkesztője Dr. Juhász Árpád, aki a témáról 1983-ban könyvet jelentetett meg ugyanezzel a címmel. A sorozatban a kihalt állatokat grafikai, -és gyurma-animáció segítségével mutatják be a nézőknek.

## Epizódok
- 1. rész: Magyarország a déli félgömbön
- 2. rész: Az Egyenlítőtől a sivatagokig
- 3. rész: A Triász mészkősziklák birodalmai
- 4. rész: A vörösmárvány, a lábasfejűek temetője
- 5. rész: Vörös trópusok
- 6. rész: Amikor az egysejtűek óriásira nőttek
- 7. rész: Tűzhányók a Sziget-tenger partján
- 8. rész: Bazaltorgonák és Gejzírkúpok a Pannon-tenger partján
- 9. rész: Porviharok, hévforrások

## Stáb
- Rendező: Sors Tamás
- Író, szerkesztő, műsorvezető: Dr. Juhász Árpád
- Zenei szerkesztő: Hidvégi Zoltán, Darázs Erzsébet
- Operatőr: Ágoston Gábor, Balogh Zoltán, Boldizsár Károly, Edelényi Gábor, Harrach László, Hollós Olivér, Kele Andor, Molnár Péter, Nádorfi Lajos, ifj. Pásztor Ferenc, Rozsnyai Aladár, Sáfrány József, Sors Tamás, Száz Nándor
- Vágó: Vágó Éva, Müller Judit
- Hangmérnök: Kertes Ferenc, Nanovszky László
- Gyártásvezető: Fogel József, Péterfay Attila
- Animáció: Aladin Filmstúdió Kft.
- Grafika: Papp Mihály
- Gyurmaanimáció: Papp Károly, Rezsonya Katalin
- Video trükkfelvételek és utómunkálatok: MTV 7. Stúdió, Novák Magdi, Fejes Csaba, Lukes János, Pintér László
- Narrátor: Acél Anna, Botár Endre, Ferenczy Csongor, Korbuly Péter, Nagy György
- Közreműködők: Cserjési Kinga és együttese, Hegedűs Éva, Istók Klára, Kisfalusi Lehel, MRT gyermekkórus, Strack Orsolya, Szujkó Sándor, Teisz Gabriella, Vendég Ildikó, Végvári Tamás
- Szakértők: Dr. Haás János, Dr. Kessler Hubert, Dr. Lerner János, Dr. Mihály Sándor, Dr. Oravecz János, dr. Péró Csaba, Dr. Szabó Csaba, Dr. Szalay Emőke
- Munkatársak: Albert Piros, Bártfai György, Fáy Miklósné, Horváth Erzsébet, Heincz László, Maros Gyula, Marosvölgyi Péter, Németh Ildikó, Szalkai Zoltán, Szigeti Károly, Varga Péter, Wéber Attila, ifj. Wisinger János

## Külső hivatkozások
- PORT.hu
- IMDb.com
- FilmKatalógus.hu
- NAVA.hu